# Treboniano Gallo
Gaio Vibio Treboniano Gallo (in latino Gaius Vibius Trebonianus Gallus; Monte Vibiano Vecchio, 206 – Terni, agosto 253) è stato un imperatore romano dal 251 al 253 insieme al figlio Volusiano, che associò al trono, ed al figlio di Decio, Ostiliano.
Il suo regno fu caratterizzato da una lunga serie di disastri, come la peste che colpì l'Impero romano per anni, le incursioni delle popolazioni barbare oltre i confini dell'impero e la perdita (secondo alcune fonti avvenuta durante il suo regno) della Siria in favore dei Sasanidi ed il saccheggio di Antiochia.
Uomo di indubbie qualità amministrative, il suo programma fu impresso nella dicitura delle monete che fece battere: Pax aeterna.

## Biografia

### Origini e carriera
Treboniano nacque ad Ubianum (oggi Monte Vibiano Vecchio, frazione del comune di Marsciano, in provincia di Perugia) da una famiglia dell'aristocrazia senatoriale, i Vibii Galli di ascendenza etrusca; tra i suoi antenati vi era un Vibio Veldumniano (205 circa, ILS 6616), mentre era forse parente di Giunio Veldumniano, console del 272. Sposò Afinia Gemina Bebiana, da cui ebbe due figli: Volusiano, che associò al trono, e Vibia Galla.
La sua carriera precedente all'ascensione al trono era stata il normale cursus honorum con molti incarichi sia politici che militari. Dopo essere stato console nel 250, fu nominato governatore della provincia della Mesia, un incarico che dimostrava la fiducia che l'imperatore Decio riponeva in lui. In quella provincia si rivelò una figura chiave nel respingere le frequenti invasioni dei Goti sul Danubio e divenne molto popolare nell'esercito: durante la campagna di Decio, Treboniano difese con successo la città.

### Ascesa al trono

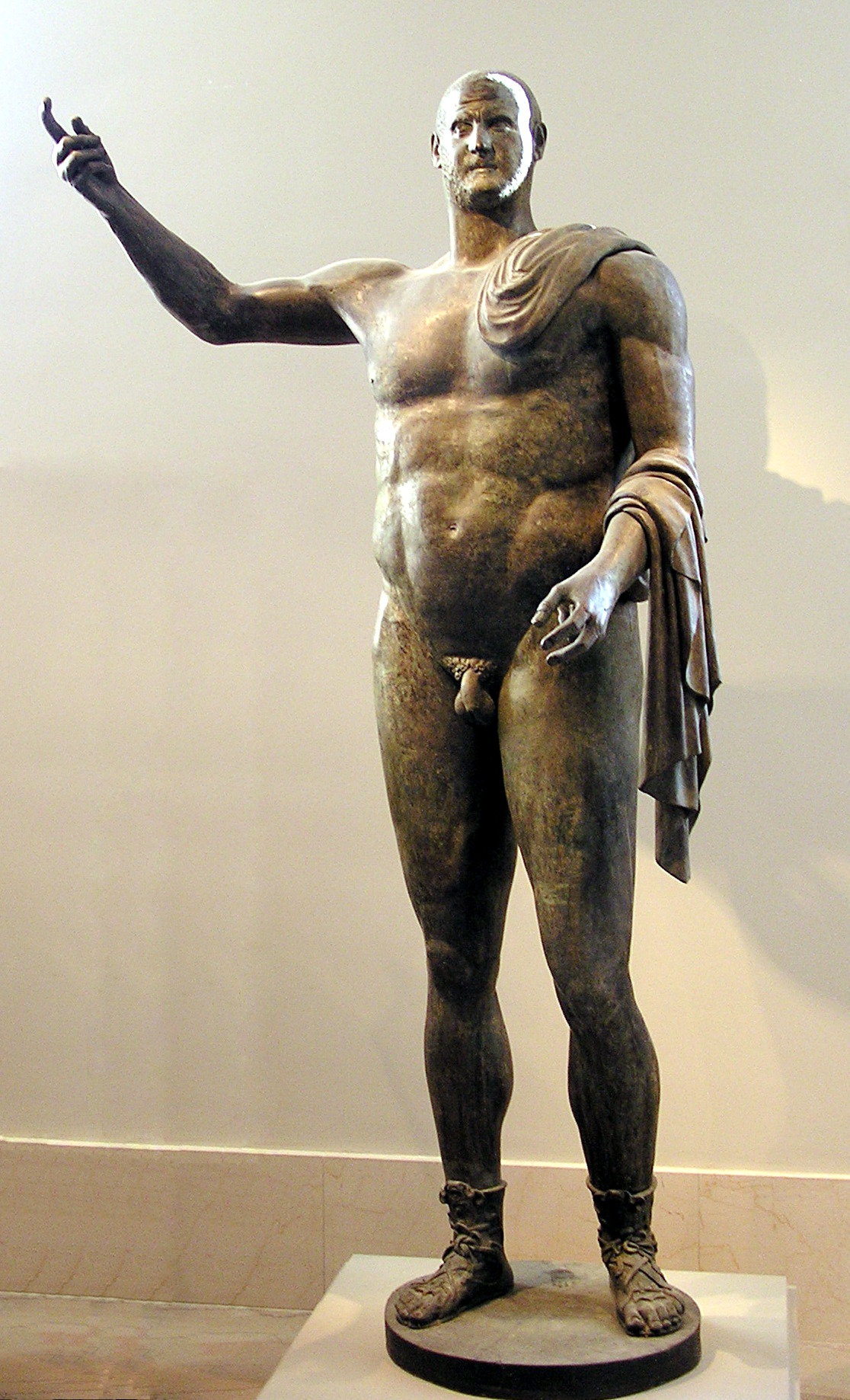
Statua in bronzo di Treboniano Gallo al Metropolitan Museum of Art di New York. La statua, alta 2,41 m, è l'unico esempio di bronzo romano del III secolo in stato di conservazione quasi perfetto. La statua fu scoperta presso la basilica di San Giovanni in Laterano all'inizio del XIX secolo.

Il 1º luglio 251, gli imperatori Decio ed Erennio Etrusco morirono nella battaglia di Abrittus per mano dei Goti; Treboniano fu allora acclamato imperatore dai soldati sul campo di battaglia. Alcune fonti affermano che Gallo ritardò volontariamente i rinforzi per causare la morte di Decio, o che fosse in qualche modo d'accordo con i Goti.
Appena salito al trono fu tuttavia costretto a stipulare con i Goti una pace che concedeva loro il bottino e i prigionieri ottenuti con le incursioni (in particolare quella a Filippopoli) e che prevedeva anche un versamento annuo d'oro da parte dei Romani; ottenuta la pace a termini poco onorevoli, Treboniano fu libero di tornare a Roma. Qui si trovava l'altro figlio di Decio, Ostiliano, che era troppo giovane per seguire il padre in battaglia e che era cesare; assieme a questi si trovava pure l'augusta Erennia Cupressenia Etruscilla, moglie di Decio. Treboniano, decise di fare un compromesso e adottare Ostiliano ed elevarlo a co-augusto e, contemporaneamente, di elevare il proprio figlio naturale a cesare.

### Politica interna

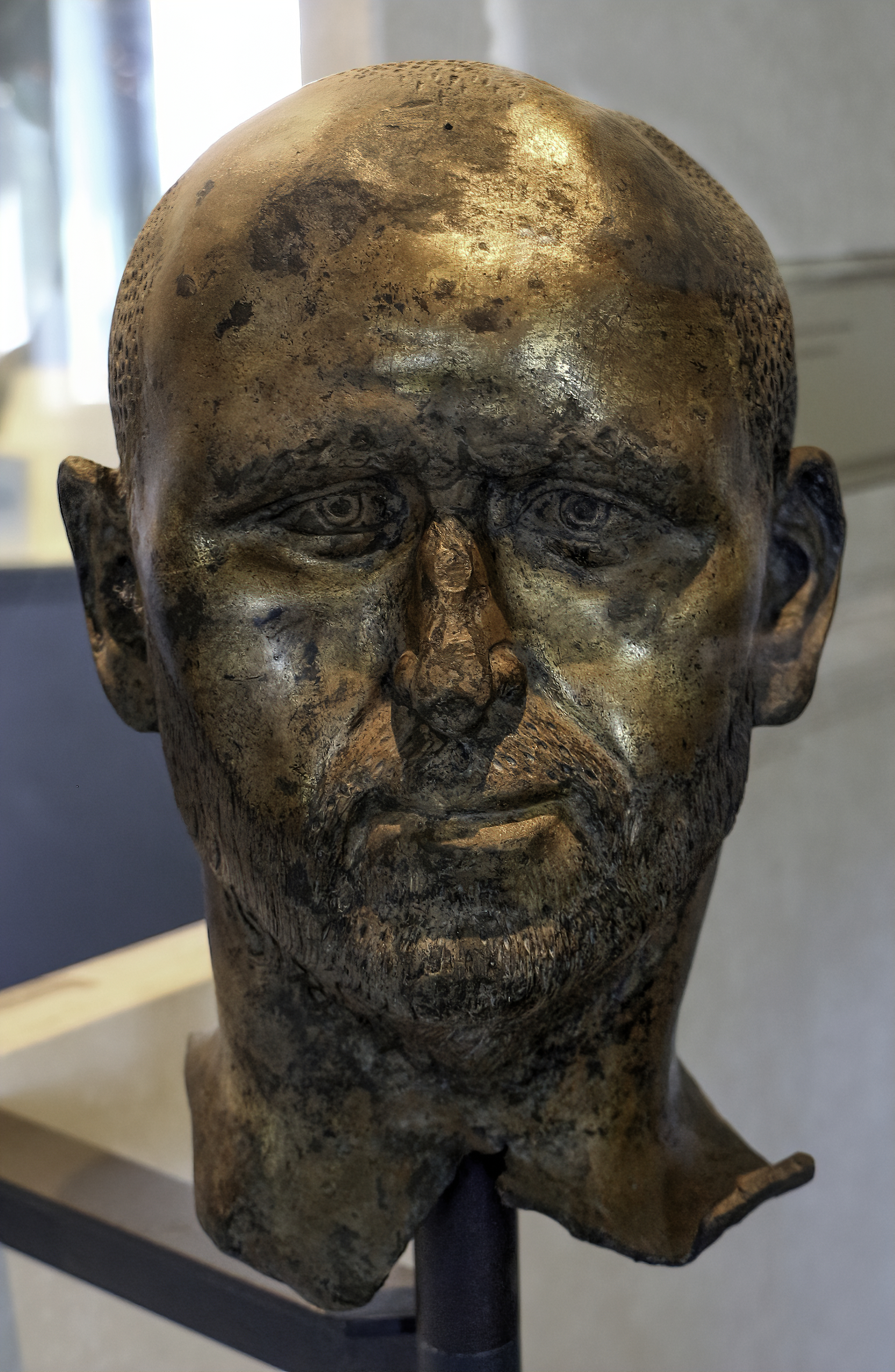
Possibile ritratto di Treboniano, metà III secolo, Museo archeologico nazionale di Aquileia.

All'epoca dell'arrivo di Treboniano, Roma era stata colpita dalla peste, nella quale sembra morì anche Ostiliano. Zosimo invece insinua che Ostiliano fu eliminato da Treboniano per timore della rivolta. In seguito a questi eventi, elevò al rango di co-augusto il figlio Volusiano. Di fronte all'emergenza della peste, Treboniano agì con decisione: ordinò che lo Stato si incaricasse di fornire un funerale e una sepoltura appropriati a tutti coloro che erano troppo poveri per permetterselo, e ottenne in questo modo il favore popolare.
(Zosimo, Storia nuova, I, 26.2.)
Per il resto, non si dimostrò all'altezza del compito, non riuscendo ad affrontare con energia i problemi che si trovò davanti, sia interni che esterni. In particolare non ostacolò le scorrerie di Goti, Borani, Carpi e Urgundi che tra il 252 e il 253 compirono saccheggi fino a Pessinunte ed Efeso.
Le fonti cristiane parlano di una persecuzione dei cristiani ad opera di Treboniano; confermate  dall'unico evento attestato anche da altre fonti: l'arresto e l'incarcerazione di papa Cornelio nel 252.

### Politica estera

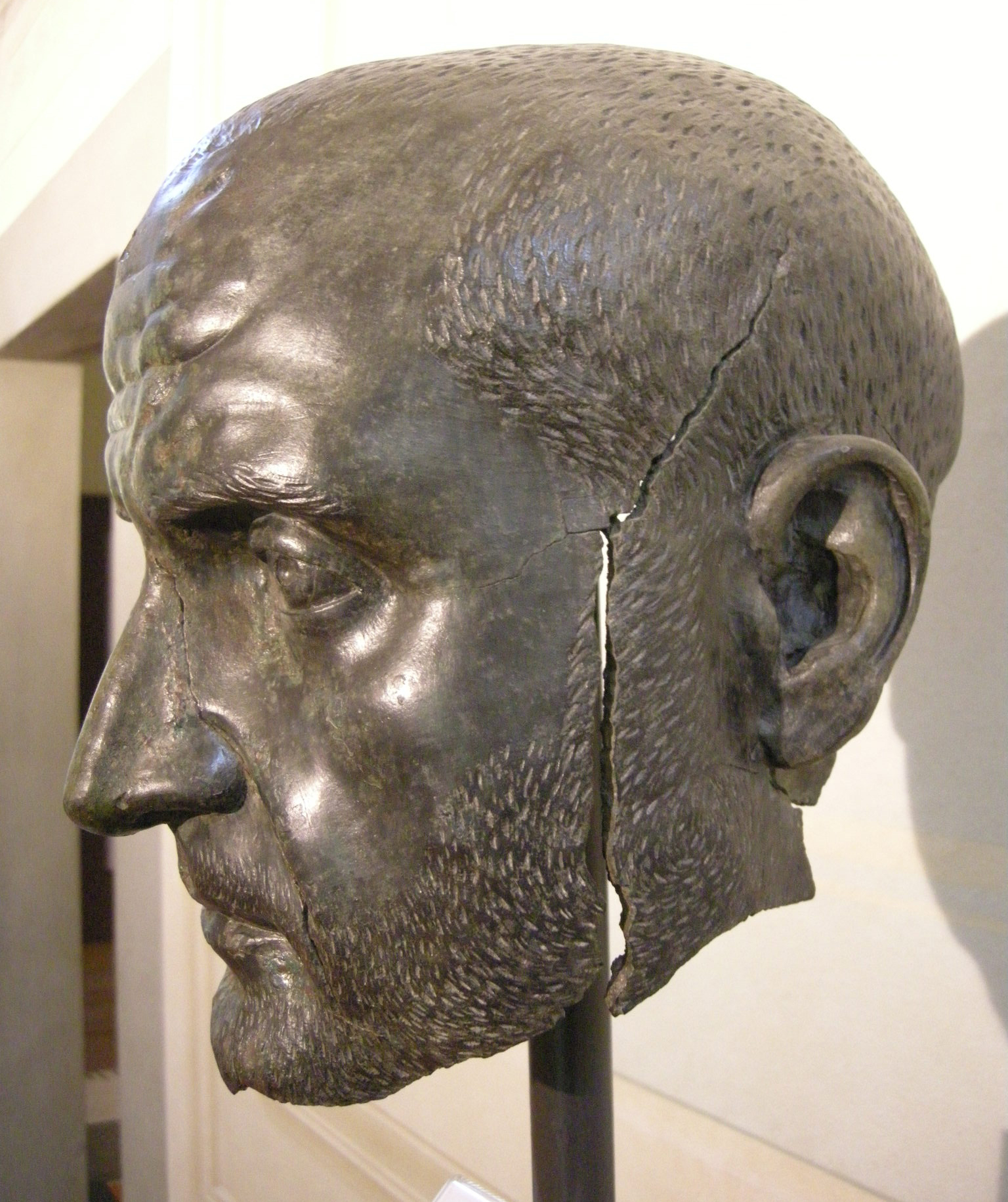
Il cosiddetto ritratto di Treboniano Gallo, Museo Archeologico di Firenze.

La situazione in oriente precipitò: probabilmente a causa di una disputa per il controllo dell'Armenia, da sempre oggetto di contesa tra l'Impero romano e i Sasanidi, Sapore I risalì l'Eufrate e nel 252 sconfisse l'esercito romano nella battaglia di Barbalissos, invadendo e conquistando gran parte della provincia di Siria, compresa la stessa capitale Antiochia (fine del 252-inizi del 253).
(Zosimo, Storia nuova, I, 27.2.)
(Libanio, Oratio XV, 16.)
(Ammiano Marcellino, Storie, XXIII, 5.3.)
Malgrado questa grave perdita, Gallo non organizzò alcuna controffensiva contro i Sasanidi. Frattanto, sul Danubio le tribù gote continuarono le loro incursioni fino a saccheggiare i territori romani della Cappadocia, giungendo sotto mura di Pessinunte ed Efeso. Il nuovo governatore della Mesia Superiore (Pannonia secondo Zosimo), Marco Emilio Emiliano, si rifiutò di pagare il tributo dovuto, interpretando in questo il malcontento dell'esercito, contrariato dalla pace frettolosamente stipulata. I Goti reagirono attaccando il basso Danubio, ma Emiliano li intercettò e li sconfisse sonoramente: l'esercito lo acclamò allora imperatore (forse anche perché corrotto da una distribuzione di denaro dello stesso).

### Caduta

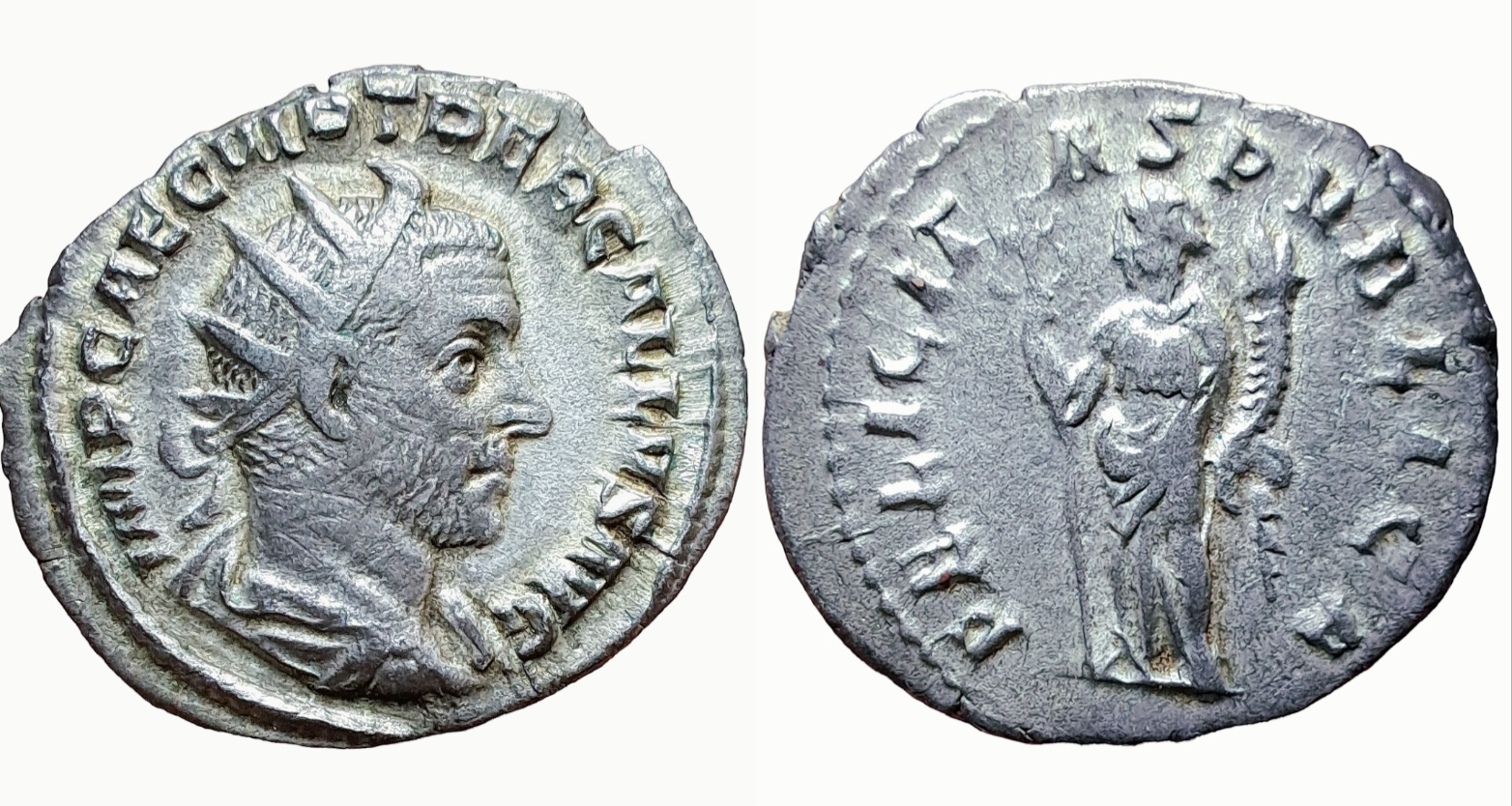
Antoniniano emesso nel 251 dalla zecca di Roma. Al dritto è il profilo drappeggiato e corazzato a destra dell'imperatore, indossante la corona radiata, attributo della divinità solare, il cui culto di origine orientale, fortunatissimo presso i soldati, si integrò dal III secolo nel tradizionale Pantheon olimpico. La legenda reca IMP(erator) CAE(sar) C(aius) VIB(ius) TREB(onianus) GALLVS AVG(ustus).Al rovescio è la dea Felicitas, stante e rivolta a destra, reggente nella destra il caduceo e nella sinistra la cornucopia; la dea assicura e rappresenta quindi il benessere e la prosperità della Res Publica. La legenda reca FELICITAS PVBLICA.

Emiliano raccolse le truppe danubiane e marciò sull'Italia pronto a combattere per il trono. Treboniano prese con sé Volusiano e le truppe a disposizione e si mise in marcia verso nord; contemporaneamente ordinò a Publio Licinio Valeriano di prendere le legioni poste a protezione della frontiera del Reno e portargliele.
Treboniano e Volusiano marciarono verso nord molto lentamente, forse intendendo rinviare il più possibile il momento dello scontro in attesa dei rinforzi (che non sarebbero mai giunti): ad agosto erano giunti appena a Interamna, dove avvenne lo scontro. Emiliano risultò vittorioso, e Treboniano e Volusiano fuggirono con pochi seguaci, le loro guardie, fino a Forum Flaminii, dove però furono uccisi dai loro soldati, i quali tornarono da Emiliano per ricevere una ricompensa. Treboniano aveva 47 anni e aveva regnato per due.
Il mese successivo Emiliano uscì da Roma per scontrarsi con Valeriano, finalmente giunto con le legioni settentrionali; lo scontro sarebbe dovuto avvenire vicino a Spoleto, ma i soldati di Emiliano passarono al nemico e uccisero il proprio imperatore.